# 秀芳花園
秀芳花園（英語：Silver Garden），位於香港九龍黃大仙蒲崗村道95號，是香港黃大仙區的一單幢式私人住宅，鄰近屯馬線鑽石山站及啟德發展項目，發展商為合和實業。大廈為一梯四伙設計，共提供139個住宅單位，於1981年落成入伙。
秀芳花園成交價對比其樓宇質量、實用率（大小）和方便程度，是市區自用非常具性價比的樓宇之一，先不論住屋需求，要在市區於此價格帶找尋同等質素和大小的樓宇非常困難。秀芳花園的土地面積亦較旁邊滙豪山和鑽嶺大得多，但伙數少極多，密度相對現今新樓低極多，同一土地再興建新樓也未必能夠實現其低密度及少伙數。因為是比較早年興建的樓宇，該土地大量位置沒有被使用，以現今的起樓技術和潮流已經屬於舊年代產物。
周邊包括正在發展的啟德（商場有sogo及airside）、以及已發展的鑽石山（商場有荷里活廣場），加上鳳凰村及慈雲山各式民生商舖，沙中線及觀塘線連接港九新界及黃大仙多條巴士線，可以說地區發展十分成熟。據報由於秀芳花園附近非位於大街的鳳凰村也被發展商接連提出收購。所以不論其高質素樓宇，也要考慮樓齡問題及收購年齡。
根據立法會參考資料摘要慈雲山、鑽石山及新蒲崗分區計劃大綱，現有的私人房屋發展分別劃為「住宅（甲類）1 」、「住宅（甲類）2 」和「住宅（甲類）3」地帶，包括鳳德道／沙田㘭道以北的鳳凰新村、金鳳街和環鳳街附近的土地、位於蒲崗村道的滙豪山及蒲崗村道以北毓華里附近的土地。「住宅（甲類）1」、「住宅（甲類）2」和「住宅（甲類）3」地帶的發展和重建計劃的最高建築物高度限制，分別為主水平基準上100米、120米和140米。為免在細小地段內發展又高又窄的建築物，並鼓勵合併土地作綜合發展，包括提供停車位和上落客貨位及其他支援設施，有關地帶內面積為400平方米或以上的土地的最高建築物高度限制，獲准訂為主水平基準上120米、140米和160米。根據2008年空氣流通評估研究，在「住宅（甲類）2」地帶內朝向環鳳街的一塊劃為建築物間距的闊15米狹長土地，其最高建築物高度限制訂為主水平基準上54米。此舉可形成一條由蒲崗村道伸延至金鳳街休憩處的風道。

## 位置和特色

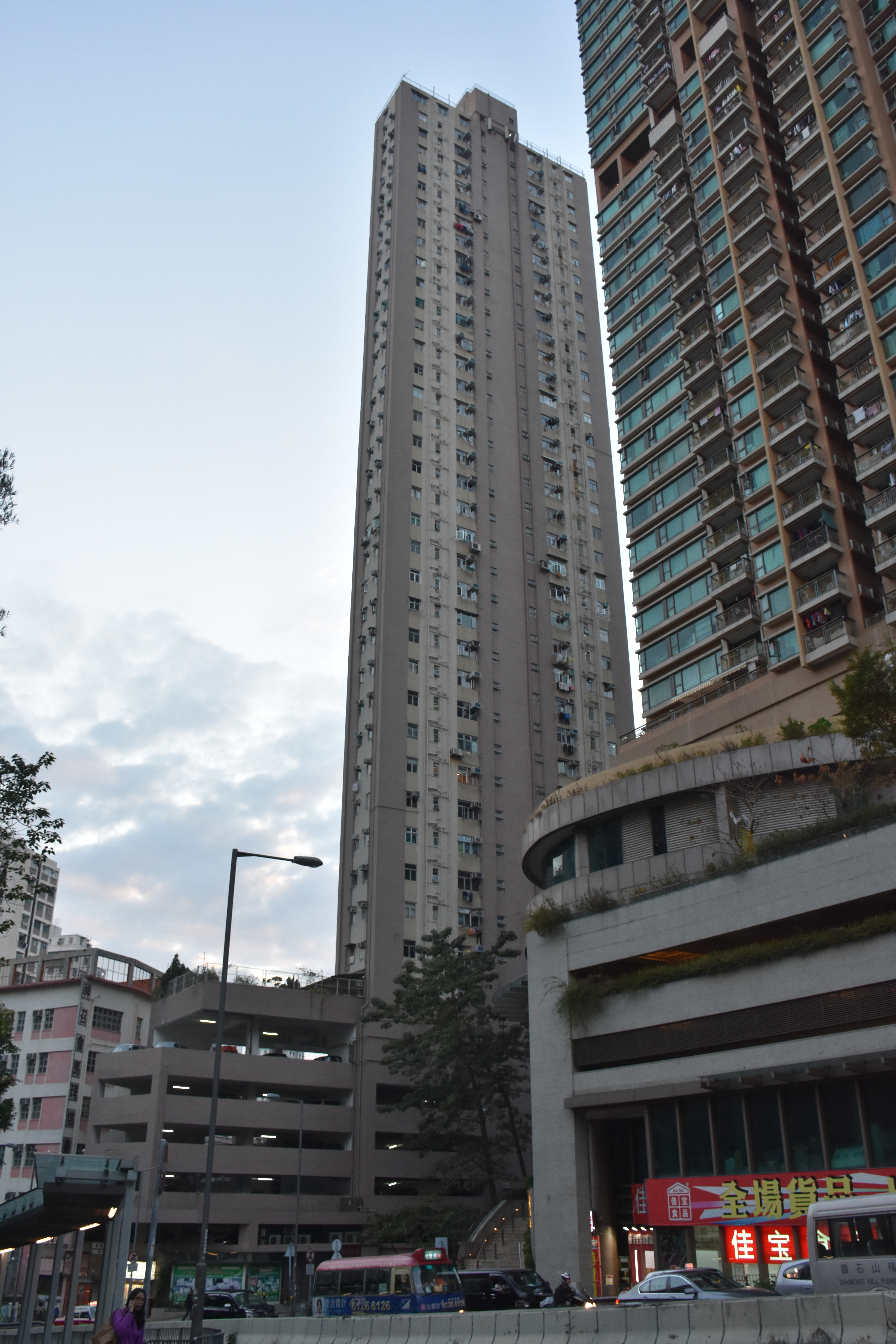
秀芳花園背面

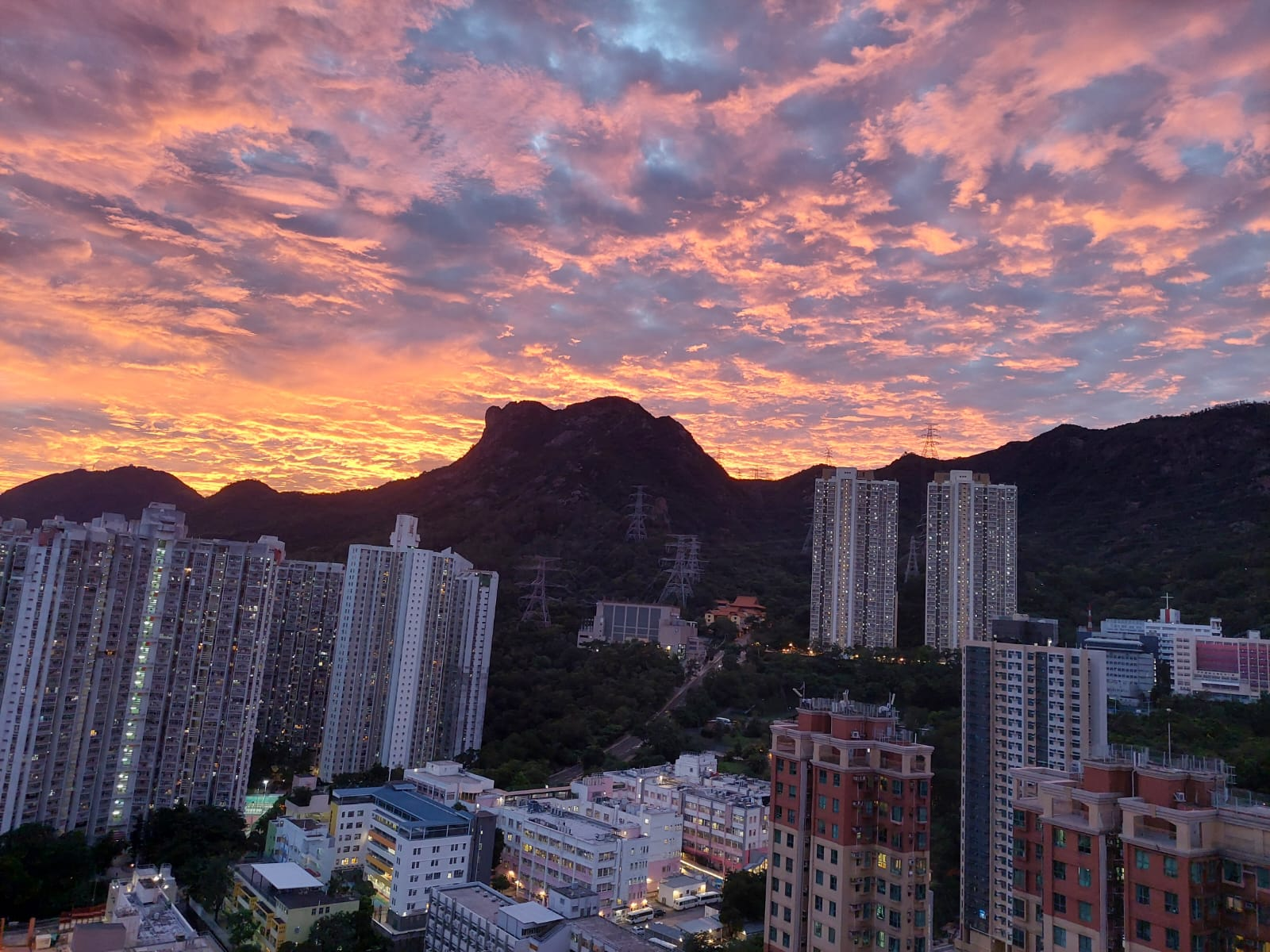
秀芳花園-日落

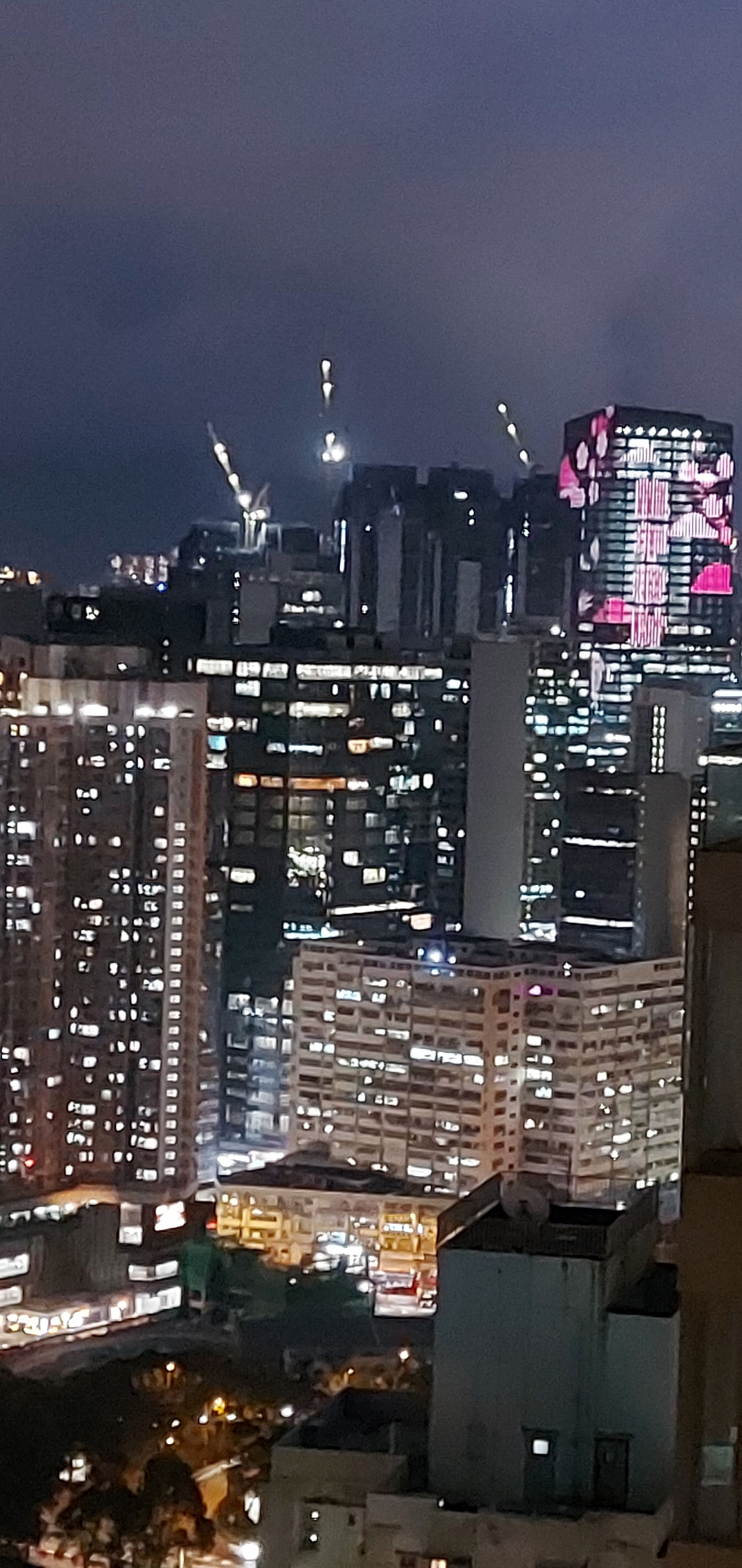
秀芳花園-Airside 外牆

秀芳花園座落於蒲崗村道與蒲崗里交界，毗鄰匯豪山和鑽嶺。秀芳花園樓高35層，由於大廈建於斜路上，基座最底半層為秀芳花園商場，對上5層為停車場（入口設於蒲崗里），住宅樓層則由7樓開始，故最頂層為41樓。
秀芳花園一層四伙，1號室（東北）及4號室（西北）實用面積698呎，兩室向北客廳主力窗及睡房主力窗均望滙豪山，向南睡房細窗分別望啟德（1號室）及九龍塘一帶（4號室），向東細窗/向西細窗分別望鳳德邨（1號室）及慈雲山屋邨（4號室）；2號室（東南）實用面積682呎，向東客廳主力窗及主人房主力窗望鳳德邨（超高層越過鳳德邨），向南睡房細窗望啟德，向西細窗望3號室；3號室（西南）實用面積639呎，高層30樓以上向西客廳主力窗及睡房主力窗可無阻擋望獅子山（低層望鳳凰村舊樓/中高層因將來興建的聖母醫院、怡庭居和安康大廈造成視線有阻擋），向南睡房細窗望鑽嶺及啟德，向東細窗望2號室。2號室及3號室客廳均有對流窗而1號室及4號則沒有。3室和2室均可眺望新建成的Airside外牆燈飾及新鴻基商場。
秀芳花園高層3號室的獅子山景觀最好，1、2、4號室客廳會較大，重視大小或景觀的人會有各種取捨。不過景觀來說3號室的獅子山景會比較罕有，相同大小的單位同區較難取代。自Airside 落成後，3號室部分樓層可遠眺mikiki亦觀賞不到的壯麗燈飾表演，因mikiki距離太近導致燈飾呈現線狀，屬早年購入秀芳花園的用戶應該意想不到的發展情況。
此外，四室三間房與走廊均設有大量入牆櫃，而這些體積龐大的入牆櫃可以作為牆身，釋放不少擺櫃的空間，加上實用率接近九成，樓底亦較高，也是秀芳花園在黃大仙鑽石山區實用面積600多-700多呎數單位當中屬最大之一的原因，被稱為巨宅也不奇怪。大廈本身亦出名用料較好，內部亦較其他大型舊屋苑明顯新淨，與其年齡不相乎，相信短期內難以感受到居住質素受到影響，用料更不可與區內相近年齡被收購的唐樓或附近居屋比較。
| 秀芳花園資料 | 秀芳花園資料 | 秀芳花園資料 | 秀芳花園資料 |
| ------------ | ------------ | ------------ | ------------ |
| 大廈層數     | 每層伙數     | 單位數目     | 入伙日期     |
| 35（7-41樓） | 4            | 139          | 1981年12月   |

## 交通
港鐵
- █  觀塘綫：黃大仙站
- █  觀塘綫、 █  屯馬綫：鑽石山站
  - 由黃大仙站乘搭觀塘綫到九龍塘站轉乘東鐵綫較鑽石山乘搭屯馬綫轉乘東鐵綫快，主要較少站造成停車時間較短／觀塘綫等車時間較短。

新蒲崗mikiki／啟德: 小巴52號／小巴20號／巴士5C/步行亦可到達*
- 步行至啟德sogo及Airside：沿蒲崗村道步行至雙喜街，再轉入爵祿街及景福街，沿mikiki天橋步行至airside，方可到達。
- 步行至沙中線鑽石山站：沿蒲崗村道步行至龍翔道，沿樓梯直落方可到達（10分鐘）。

## 鄰近建築
- 滙豪山
- 鳳德邨
- 鳳德公園
- 蒲崗村道公園
- 蒲崗村道體育館
- 鑽嶺
- 龍蟠苑